# Formatie van Tubbergen
De Formatie van Tubbergen is een geologische formatie in de diepe ondergrond van het oosten van Nederland, waar ze voorkomt op twee tot vier kilometer diepte. De Formatie van Tubbergen bestaat voornamelijk uit zandsteen en ligt nergens aan het oppervlak. De formatie komt uit het Late Carboon en wordt gerekend tot de Dinkel Subgroep van de Limburg Groep. Ze is vernoemd naar het dorp Tubbergen in Twente.

## Beschrijving
De Formatie van Tubbergen bestaat uit lagen van voornamelijk roze, witte, of grijze zandsteen. Daartussen komen ook dunnere lagen grijzige kleisteen, siltsteen en steenkool voor. De zandsteen wisselt sterk van korrelgrootte, van fijn zand tot grind. De zanden zijn afgezet in geulen of massieve banken, die tot 100 meter dik zijn.
De formatie werd op het land gevormd. De zandsteenlagen zijn afgezet door vlechtende rivieren en geulen; de kleisteen- en steenkoollagen ontstonden in drassige moerassen en meren. Ten opzichte van oudere formaties uit de Limburg Groep wordt het afzettingsmilieu duidelijker continentaal van aard en droger. De belangrijkste oorzaak was het ontstaan van de Hercynische gebergtegordel ten zuiden van het afzettingsgebied.

## Stratigrafie
De Formatie van Tubbergen behoort qua ouderdom tot het Moscovien of Westfalien C en D. Daarmee is de formatie rond de 310 miljoen jaar oud. De formatie kan maximaal tot 450 meter dik zijn, maar heeft een sterk wisselende dikte. Ze komt in het westen en zuiden van Nederland niet voor maar gaat daar over in de rond dezelfde tijd gevormde Formatie van Hellevoetsluis. Beide formaties liggen boven op de oudere Formatie van Maurits, die voornamelijk uit kleisteen bestaat. De basis van de Formatie van Tubbergen wordt gelegd bij de eerste dikke laag zandsteen.
Boven op de Formatie van Tubbergen liggen soms jongere formaties uit het Boven-Carboon zoals de Formatie van Neeroeteren en de Formatie van De Lutte. De formatie kan ook de top van het Carboon vormen, in dat geval is de top de discordantie, die een hiaat vormt met jongere lagen uit het Perm (Onder-Rotliegend Groep) of Mesozoïcum, ontstaan door de Hercynische orogenese.